# Allcinema
allcinema（オールシネマ）は、日本で公開された映画についてのオンラインデータベース。2003年から株式会社スティングレイが運営する。旧称allcinema ONLINE。日経BPコンサルティングの「Webブランド調査2010」にノミネートされた。

## 略歴・概要
2001年まで「全洋画ONLINE」という名称であった。当初はスティングレイが1996年に発売した Windows 用のCD-ROM『シネマガイド 全洋画』をウェブ公開したもので1997年に第2版が発売されている。現在では非日本語圏で製作された映画である「洋画」に限らず、日本映画も対象となっている。
第二次世界大戦前から現在まで、日本で劇場公開、あるいはテレビ放映、ビデオグラム発売された映画、テレビ映画、一部テレビドラマを対象に、スタッフ、俳優、ストーリー、キャッチコピー等が作品ごとに記述されている。作品ページと、スタッフ、俳優等人物別の作品一覧ページが基本構成である。コメントページは、登録ユーザによるコメントの書き込みによる。
俳優、スタッフ別の作品一覧ページでのリスティング序列は、年代の新しいものから古いものへの降順であり、キネマ旬報DB、goo 映画等の日本語による他のデータベースと同様である。昇順でリスティングが厳密に公開日順である日本映画データベースと違い、同一公開年内での順列はランダムである。
解説やユーザコメントはネタバレを含むこともある。ネタバレを含むコメントには「【ネタバレ注意】」と付加されているが、解説にはネタバレへの注意は付加されていない。
「全洋画ONLINE」という名称であった頃から、日本語で映画のタイトル表記や出演者などを調べる際の標準的なサイトのひとつとして広く使用されている。